# Canthon deyrollei
Canthon deyrollei är en skalbaggsart som beskrevs av Edgar von Harold 1868. Canthon deyrollei ingår i släktet Canthon och familjen bladhorningar. Inga underarter finns listade.